# Benoordenhout
Het Benoordenhout is een statige wijk met veel groen in het Haagse stadsdeel Haagse Hout, voor het grootste deel gebouwd tussen ca. 1925 en 1935. De Nassaubuurt, die aan de Raamweg grenst, werd al rond 1890 gebouwd.
Er wonen in de wijk relatief veel welgestelde burgers. Ook zijn er veel scholen.
De wijk Benoordenhout ligt ten noordoosten van het centrum en wordt begrensd door de Koningskade, de Raamweg, het Hubertuspark, de kazernes en duinen ten noorden van de Waalsdorperweg, de grens met Wassenaar, het Haagse Bos en het Malieveld. De wijk ontleent zijn naam aan het Haagse Bos: 'ten noorden van het bos'. Hout is een oude term voor bos. Het "noorden" betreft hier het "spreekwoordelijke" noorden. Plattegronden van Den Haag zijn ook meestal naar de Noordzee gericht. Scheveningen lijkt dan "noord"/boven, en Rijswijk "zuid"/onder.
De wijk grenst aan de wijken Haagse Bos, Willemspark, Archipelbuurt en Westbroekpark en Duttendel.
De wijk is op zijn beurt weer opgedeeld in een zevental buurten, te weten: 
- Uilennest
- Van Hoytemastraat e.o.
- Nassaubuurt
- Arendsdorp
- Waalsdorp
- Duinzigt
- Clingendael

Het belangrijkste winkelgebied van de wijk ligt aan en rond de Van Hoytemastraat. De Van Hoytemastraat, Breitnerlaan, Johannes Bilderstraat en Weissenbruchstraat vormen samen - met zo'n 60 gespecialiseerde winkels - het winkelcentrum Benoordenhage. Sinds 1975 is er ook een klein winkelcentrum in Duinzigt. Op andere plekken, zoals aan de Van Hogenhoucklaan en in de Van Diepenburchstraat, zijn na 1985 veel winkels verdwenen. 
Een deel van Benoordenhout is een beschermd stadsgebied.

## Bekende gebouwen

### Wilshout
In 1926 realiseerden architecten Jan Wils (1891-1972) en Frans Lourijsen (1889-1934) een van de eerste zgn. 'woonhotels' in Nederland, gelegen aan het Jozef Israëlsplein 9-34, tegenover het in 1922 aangelegde rosarium. Jan Wils was in die jaren een zeer succesvol en bekend architect, o.a. verantwoordelijk voor het ontwerp van het Olympisch Stadion in Amsterdam. Daarnaast was Wils een groot fan van de Amerikaanse architect Frank Lloyd Wright, wiens invloeden duidelijk herkenbaar zijn in de Nieuwe Haagse School, waartoe Wils gerekend werd. Het concept 'woonhotel' (of: Urban Villa) was een idee van Jan Wils, daartoe geïnspireerd door 'het moderne Amerikaanse leven'; een luxe flatgebouw naar Amerikaans voorbeeld, kant-en-klaar gemeubileerd en waar je alles in muren wegslaat; bedden, tafels, stoelen, kasten en strijkplanken. Aan het Jozef Israëlsplein verwezenlijkte hij deze ideeën met de creatie van een woongebouw, met voor die tijd zeer luxueuze woningen. Het gebouw was o.a. voorzien van CV installatie, telefoon, liften, een centrale keuken, separate logeerkamers, warmwater voorziening en privé autoboxen. Maar ook aan geluidsisolatie werd uiterst veel aandacht besteed. Zo werden scheidingswanden voorzien van een spouw, terwijl betonnen vloerdelen niet in onderlinge verbinding stonden met die van naastgelegen appartementen maar werden gescheiden door een laag kurk. Het maakte het gebouw tot een van de meest moderne, geriefelijke woongebouwen van Den Haag. In 1992 kreeg het gebouw de status 'beschermd monument'. In 2012 vond een renovatie plaats van het gebouw door de nieuwe eigenaar, Dennis ter Linden (Interlinden/ Interforce).

### De Rode Olifant

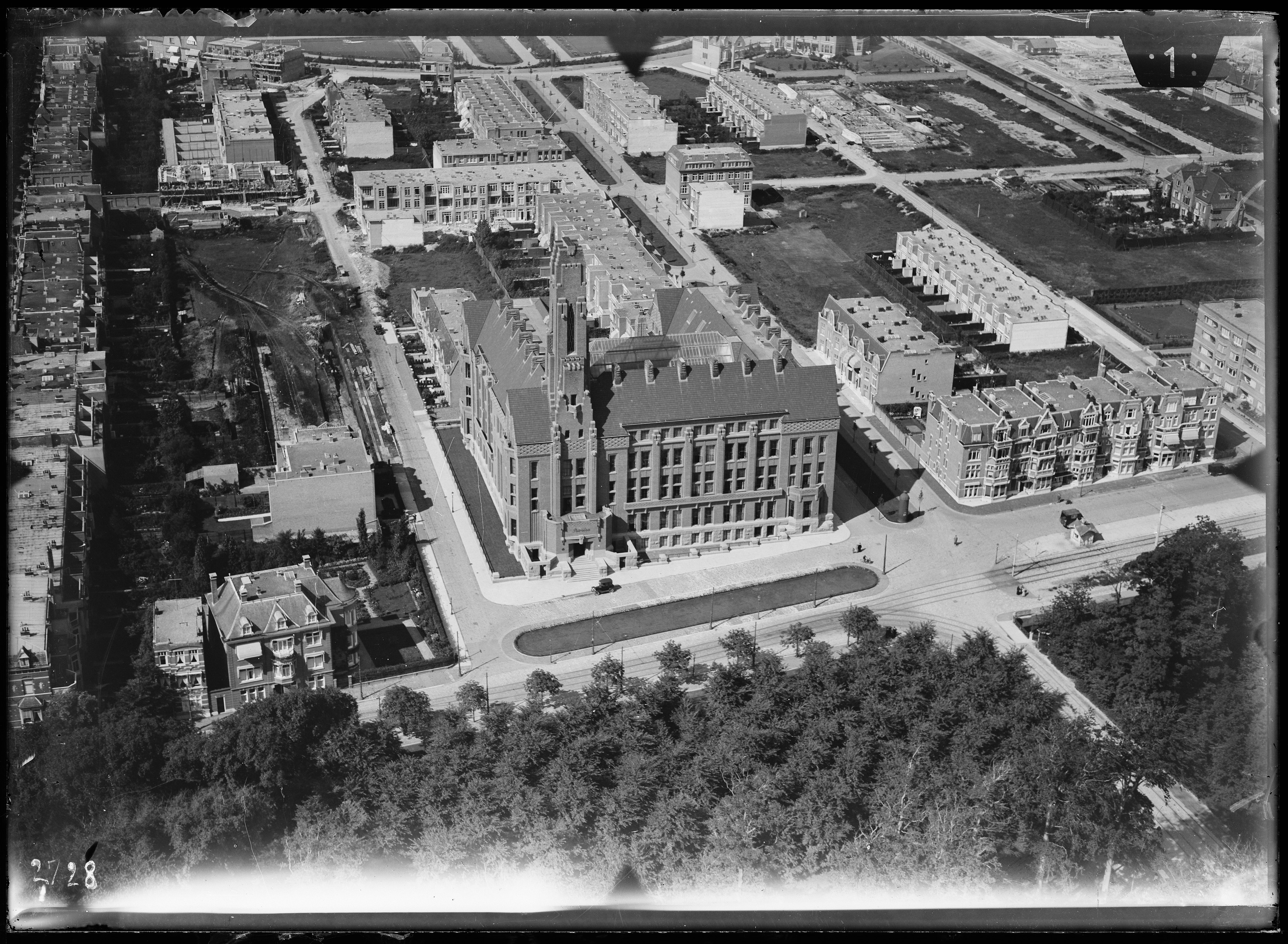
De Rode Olifant, luchtfoto 1920-1940

Dit opvallende gebouw van rode baksteen in Amsterdamse School-stijl staat op de westelijke kop van de Utrechtsebaan, tegenover het Malieveld. Het gebouw werd als hoofdkantoor van de oliemaatschappij American Petroleum Company, later Esso geheten,  gebouwd en heeft een kantooroppervlak van ruim 10.000 m². Het werd in 1921 ontworpen door Herman de Roos en Willem Overeijnder, oorspronkelijk als stadhuis voor Hilversum. De officiële naam is 'Petrolea'; de toren, versierd met een olifant van natuursteen, is 56 meter hoog, omdat het gebouw hoger moest worden dan het Shell-kantoor aan de Wassenaarseweg.

Het interieur is in art deco afgewerkt met veel steen, glas-in-lood, kersenhouten lambriseringen en parketvloeren. De grote ontvangsthal heeft een fraai gebogen glas-in-lood plafond.

De Brauw Blackstone Westbroek, advocatenkantoor verliet het kantoorgebouw in 2009 en verhuisde naar de Amsterdamse Zuidas. Het heeft tot begin 2012 leeggestaan en is na renovatie als kantoorruimte in gebruik genomen.

### ANWB Hoofdkantoor
Hoewel het hoofdkantoor van de ANWB feitelijk ligt binnen de gemeentegrens van Wassenaar, en de ANWB daarmee tevens de grootste werkgever van Wassenaar is, wordt dit kantoor meestal gezien als behorend bij Den Haag. De gemeente Den Haag is juridisch eigenaar van de grond, zie nader onder park Clingendael. Het ANWB-kantoor aan de Wassenaarseweg 222 dateert uit 1960, en is in 2003 gerenoveerd. Het ligt op een stuk grond dat voorheen bij Landgoed Clingendael behoorde.

### Het Shell-complex
Aan de Carel van Bylandtlaan ligt het hoofdkantoor van Shell, met een opvallende toren. Het bestaat uit drie 'generaties'. Het oudste deel is uit 1915 en is gebouwd als hoofdkantoor voor de Bataafsche Petroleum Maatschappij (BPM). Op de herdenkingssteen in de gevel staat '15 juni 1915' en 'C C B Dunlop'. De gebroeders M.A. en J. van Nieukerken maakten een ontwerp in een naar de Gouden Eeuw verwijzende neorenaissancestijl (net als het gebouw van de Nederlandsche Handelmaatschappij op de Kneuterdijk). In die tijd stond het gebouw nog solitair en monumentaal in de weilanden. Het werd in 1928 sterk vergroot in dezelfde traditionalistische stijl, en in 1986 nog eens in een volkomen afwijkende, moderne stijl. In de jaren zestig verrees vlak ernaast een veel groter en hoger Shell-gebouw van 15 etages in het park Oostduin, dat het groene aanzien van de wijk behoorlijk schaadde. Ten slotte werd het kantoor naar de overkant van de straat uitgebreid in 2006-2007 in een rustige, op de omgeving aansluitende vormgeving.

### Huize Boschzicht
Op het kruispunt met de Mauvestraat en de Benoordenhoutseweg staat het eerste woonhotel van Den Haag, Huize Boschzicht, gebouwd tussen 1918 en 1920 door architect W. Verschoor in de stijl van de Nieuwe Haagse School. Het heeft een restaurant, een biljartzaal, een bibliotheek, ontmoetingsruimten en een gemeenschappelijke tuin.
Het concept woonhotel sloeg aan en in 1925 bouwde Verschoor huize Arendsburg aan de Wassenaarseweg. Andere architecten volgden zijn voorbeeld. Nadat L.M. van den Berg en J.J. Groenema in 1928 woonhotel De Catsheuvel hadden gebouwd (begin 21ste eeuw gerestaureerd), volgde Duinwyk aan de Van Alkemadelaan (1929-1932).

### Nirwana
De Nirwana-flat, het eerste flatgebouw in Den Haag, is in 1929 door architect Jan Duiker gebouwd in de stijl van de nieuwe zakelijkheid.

### Het huis op de bunker
Aan de Ruychrocklaan 221 staat het Huis op de bunker, een bungalow die door architect R. Romke de Vries op het dak van een bunker uit de Tweede Wereldoorlog werd gebouwd. Aan dit monument uit de wederopbouwperiode is in oktober 2007 door minister Ronald Plasterk van Cultuur de status van Beschermd Rijksmonument verleend.

### The American Protestant Church of The Hague
Het gebouw van deze Amerikaanse kerk was voor het eerst te zien op de Wereldtentoonstelling 1958 in Brussel. Het viel minder op dan het Atomium. Het kerkgebouw werd ontworpen door de Zwitser Paul Calamé-Rosset. Na de tentoonstelling werd het gedemonteerd en opgeslagen.

In Den Haag werd sinds 1903 een Engelse dienst gehouden in de kapel van het Bronovo-ziekenhuis, eerst voor diplomaten en toeristen en later ook voor expats. De kapel werd te klein en men besloot in 1962 om een stuk grond aan de Esther de Boer van Rijklaan te kopen en daar de opgeslagen kapel te herbouwen. Net voordat het gebouw in 2014 tot rijksmonument werd benoemd was men begonnen aan een dure verbouwing. Het was slecht geïsoleerd en er moest asbest uit het gebouw verwijderd worden. Aan de oostkant werd het gebouw ruim zes meter verlengd en onderkelderd. De ronde kerkzaal bleef ongewijzigd maar de indeling van het rechthoekige deel werd veranderd.

## Sportclubs
In het Benoordenhout zijn diverse sportclubs gesitueerd, zoals:
- voetbalclub HVV
- hockeyclub HDM
- Haagsche Rugby Club
- cricketclub HCC
- tennisvereniging De Aeronauten
- tennisvereniging HTV
- tennisvereniging Oranje-TC
- benoordenhoutse judoschool
- golfclub Golf Duinzicht
- tafeltennisvereniging SETT

## Parken

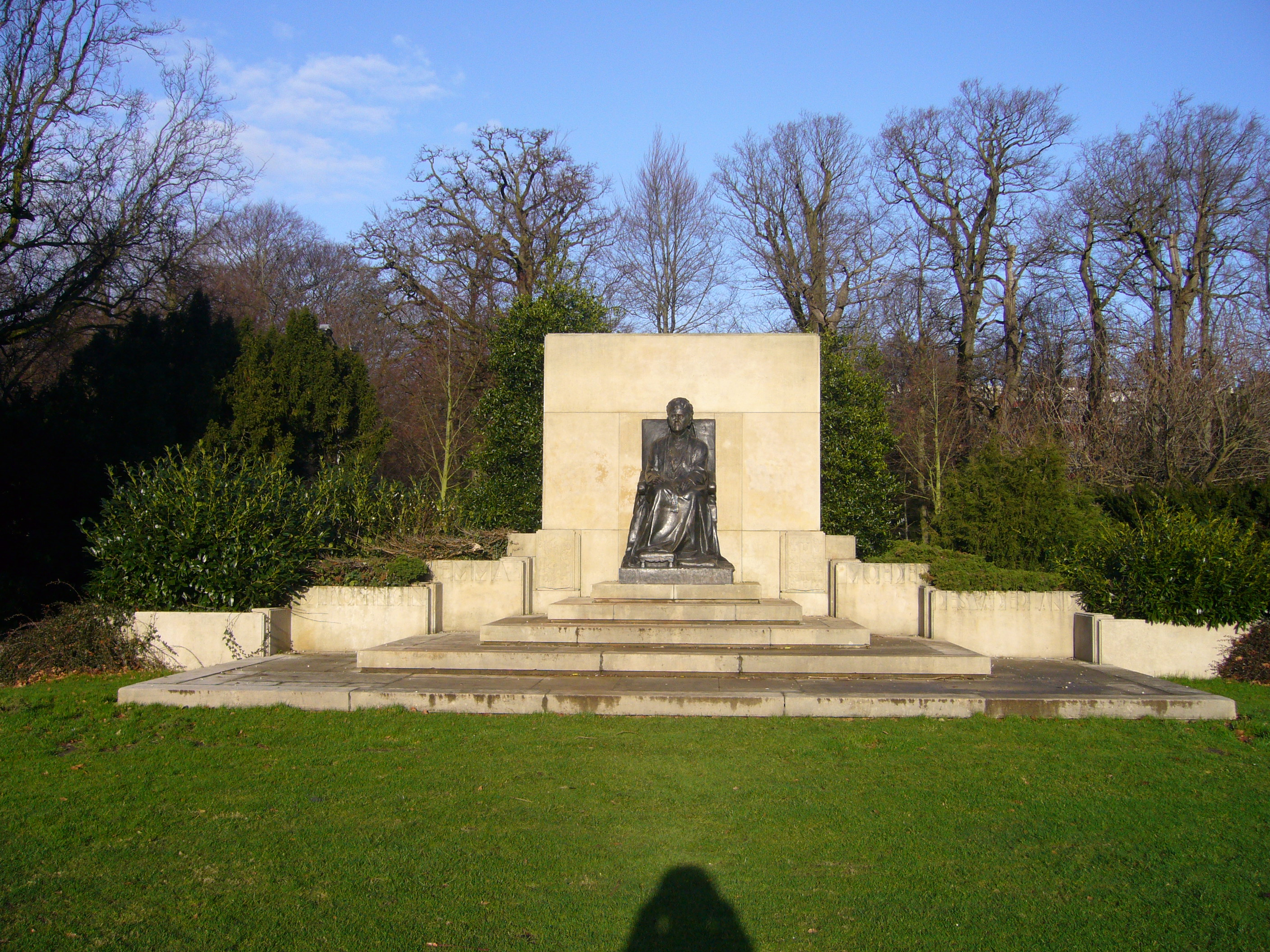
Koningin Emma in het rosarium

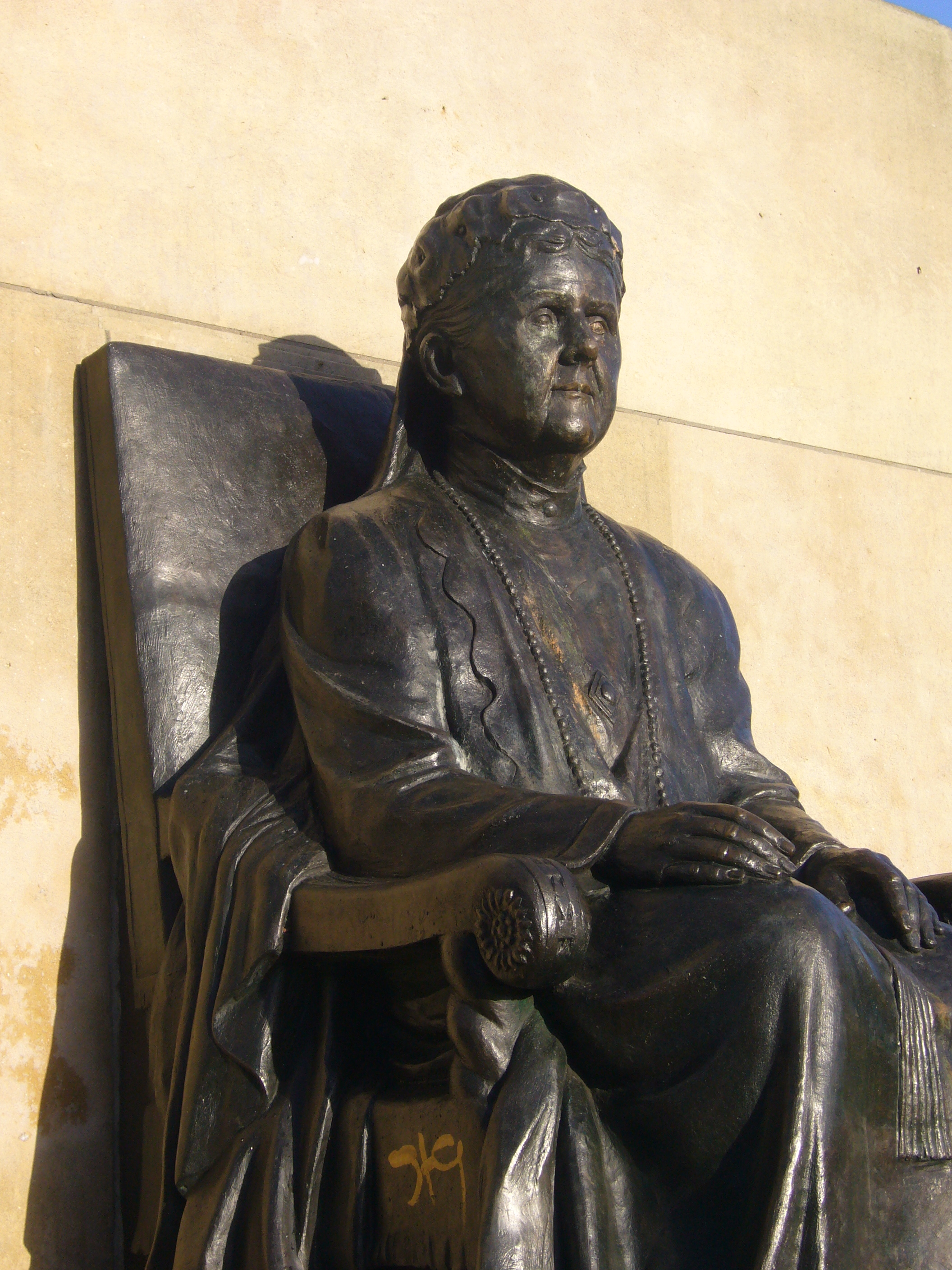
Detail van het monument

- Rosarium: het parkje op het Jozef Israëlsplein is een rosarium, waarin een omvangrijk monument staat voor koningin Emma, dat op 4 juni 1936 werd onthuld door haar dochter Wilhelmina. Het monument is gemaakt door de Belgische beeldhouwer Toon Dupuis en architect Co Brandes (1884-1955). Oorspronkelijk was het een zandstenen beeld op een natuurstenen monument, maar vanwege slijtage en vandalisme moest het in 2001 gerestaureerd worden. Het beeld werd door Ton Mooy hersteld, gereconstrueerd en in brons gegoten. Louise Engering, wethouder van Financiën en Cultuur, heeft het op 12 mei 2001 onthuld. Het rosarium is een gemeentelijk monument.
- Clingendael: Het grootste en meest bekende park is Clingendael. Het ligt op grondgebied van Wassenaar maar is in 1953 door de gemeente Den Haag aangekocht.
- Arendsdorp/Oostduin: tussen Clingendael en het centrum liggen de voormalige landgoederen Arendsdorp en Oostduin. Dit is gedeeltelijk eigendom van de gemeente, gedeeltelijk van de Stichting Oostduin.

## Tramlijnen
In 1879 ging de eerste stoomtramlijn in de Benelux langs de wijk rijden, over de Raamweg, tussen Staatsspoor en Scheveningen. In 1924 vervangen door de Blauwe Tram naar Leiden, en die reed tot 1957/1958 langs/tot de wijk. 
De eerste tramlijn door een deel van de wijk was lijn 7 in 1907. Via Wassenaarse weg, Jan van Nassaustraat, Benoordenhoutseweg en Boslaan. In 1923-1928 had de Gele Tram naar Leiden zijn eindpunt op de Benoordenhoutseweg bij de toenmalige dierentuin. Die reed naast het Haagse Bos richting Wassenaar tot in 1961. Lijn 7 was ook de laatste tramlijn door de wijk en reed tot in 1966. Op dezelfde route hebben ook de zomerlijnen 12 en later 15 gereden. In het tramplan 1927 was verlenging voorzien van lijn 17 vanuit het centrum via Laan Copes van Cattenburch naar de Waalsdorperweg. Wegens de economische crisis ging onder andere dat niet door, en latere plannen voor tramlijnen door de wijk ook niet.

## Scholen
Het Benoordenhout kent een groot aantal basis, - en middelbare scholen. 
- Openbare Basisschool Benoordenhout (basisschool, Dreibholtzstraat)
- Oranje Nassauschool (basisschool, Weissenbruchstraat)
- Paschalisschool (basisschool, Bisschopstraat)
- Schoolvereniging Wolters (basisschool, Utenbroekestraat)
- Montessorischool Waalsdorp (basisschool, Utenbroekestraat)
- Zein Child Care Group (internationale school, Jozef Israëlsplein)
- Vrije Basisschool (basisschool, Abbenbroekweg)
- Vrije School Den Haag (middelbare school, Waalsdorperweg)
- Maerlant-Lyceum (middelbare school, Johannes Bildersstraat)
- Bernardusschool SO (school voor speciaal onderwijs, Ruychrocklaan)
- Haags Montessori Lyceum (middelbare school, Nassau Bredastraat)

Er is ook een aantal bekende middelbare scholen verdwenen, zoals in 1991 het Nederlands Lyceum aan de Theo Mann Bouwmeesterlaan en in 2016 het Aloysiuscollege (AC) aan de Oostduinlaan. Het Nederlands Lyceum, opgericht in 1909, was sinds 1968 gevestigd in het Benoordenhout (Duinzigt). In 2008 is het schoolgebouw gesloopt.